# فوزي ثورستون
فوزي ثورستون (بالإنجليزية: Fred Thurston)‏ هو لاعب كرة قدم أمريكية أمريكي، ولد في 29 ديسمبر 1933 في ألتونا في الولايات المتحدة، وتوفي في 14 ديسمبر 2014 في ميلواكي في الولايات المتحدة.

## وصلات خارجية
- فوزي ثورستون على موقع كلية كرة السلة في سبورتس رفرنس.كوم (الإنجليزية)
- فوزي ثورستون على موقع مرجع كرة القدم المحترفة.كوم (الإنجليزية)
- فوزي ثورستون على موقع IMDb (الإنجليزية)